# Langemarckhalle

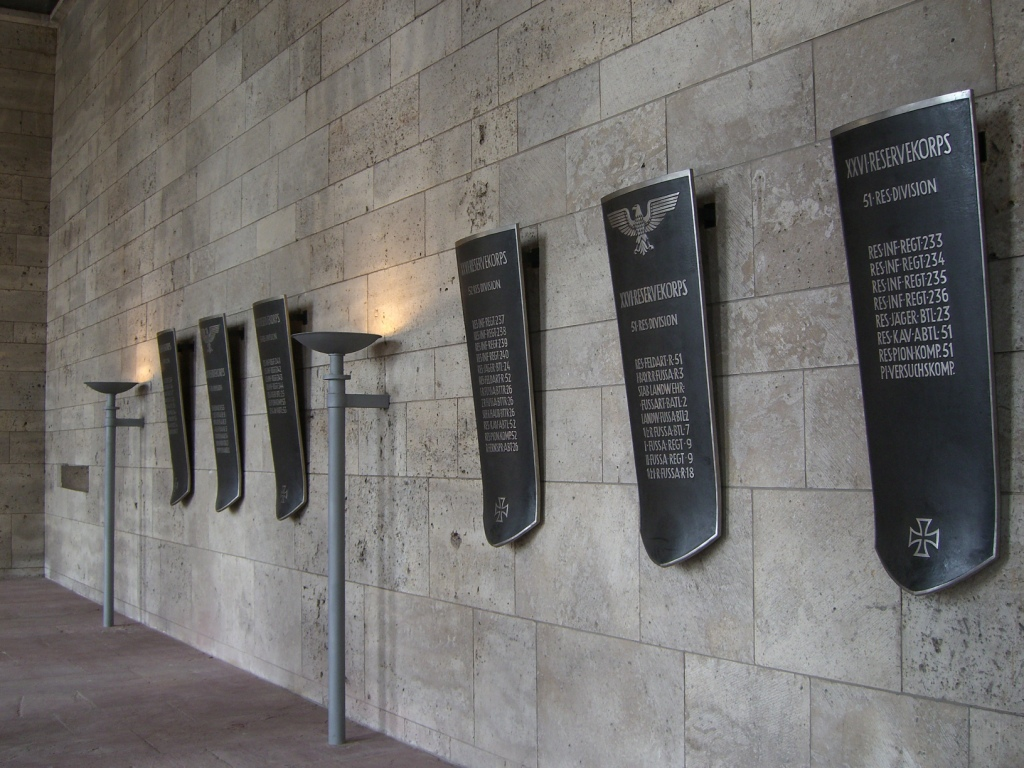
Langemarckhalle

Die Langemarckhalle auf dem Olympiagelände Berlin gehört zum Berliner Ortsteil Westend des Bezirks Charlottenburg-Wilmersdorf. Sie befindet sich in den Tribünengebäuden unterhalb des Glockenturms am Rande des Maifelds.

## Geschichte

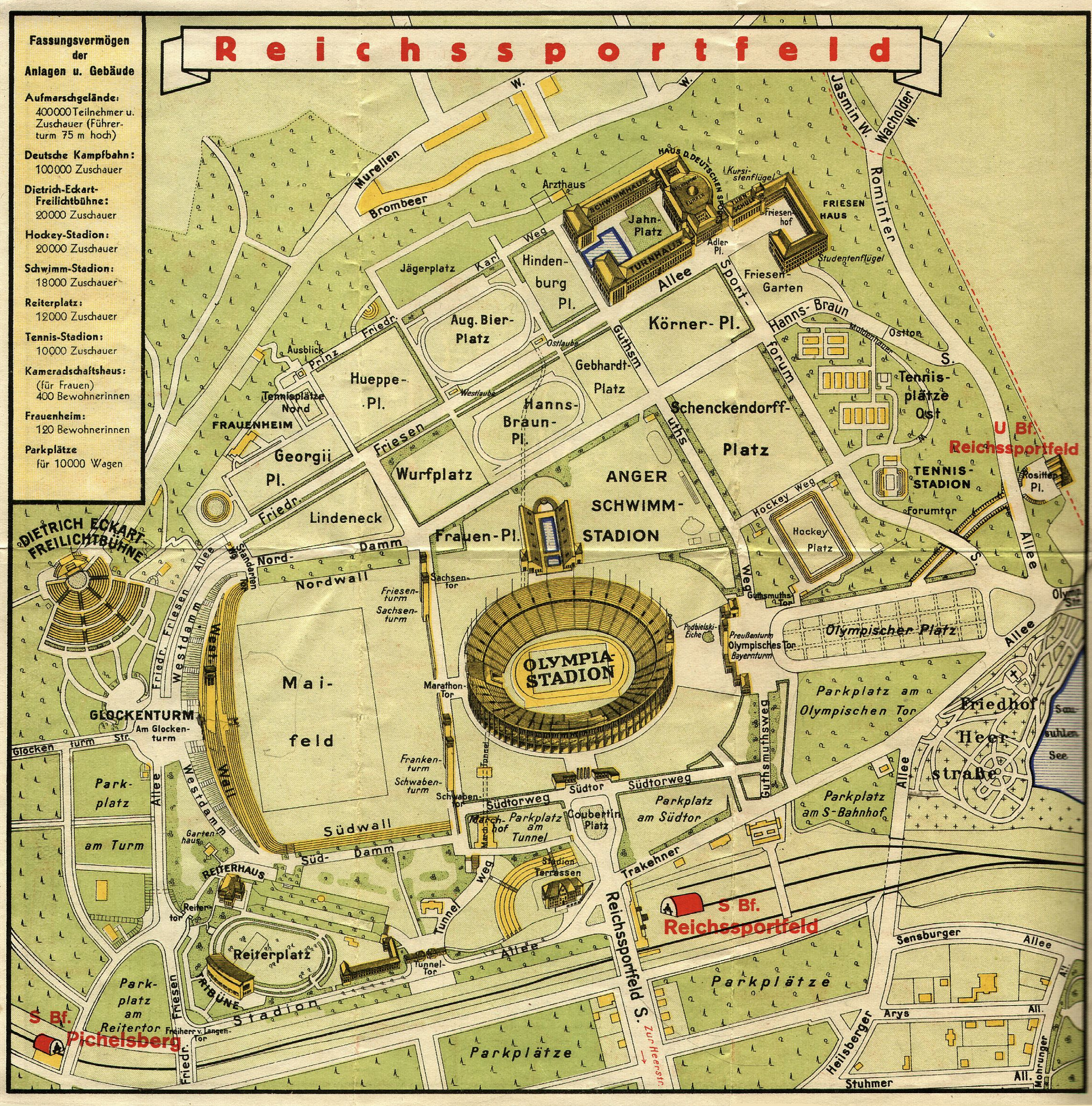
Das Reichssportfeld zu den Olympischen Spielen 1936. Der Glockenturm wird in der Kartenlegende als „Führerturm“ bezeichnet, in Bezug auf Adolf Hitler.

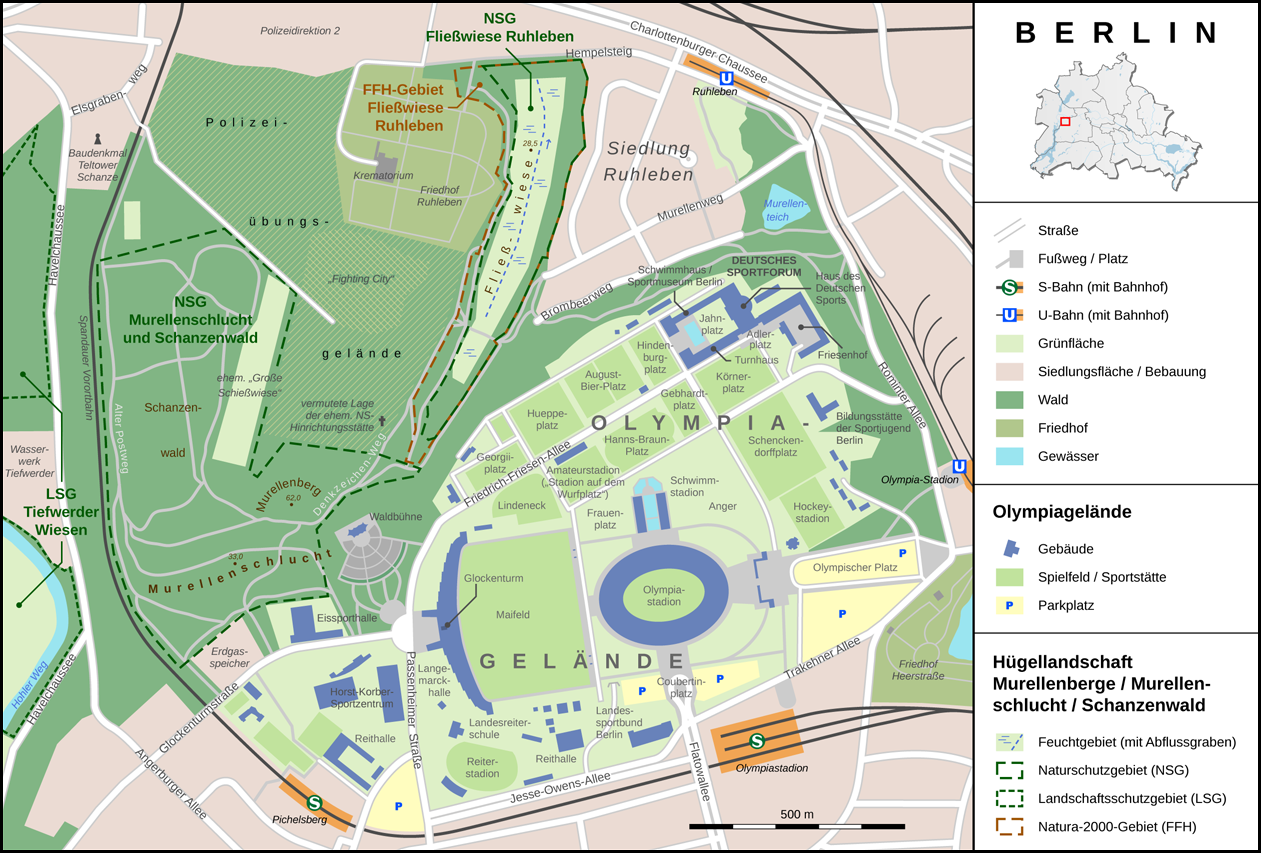
Lage der Langemarckhalle auf dem Berliner Olympiagelände, westlich vom Maifeld

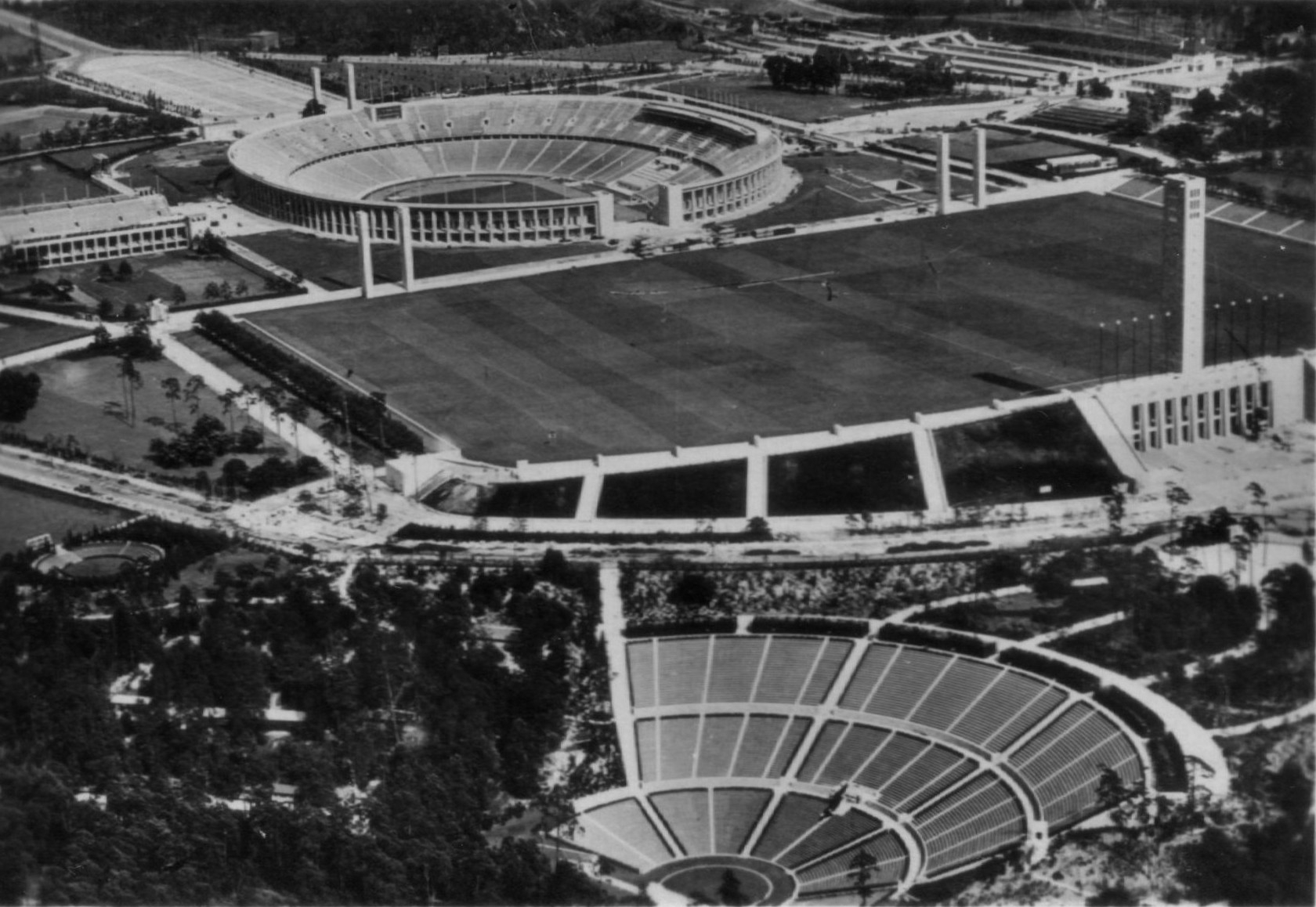
Luftbild des Reichssportfeldes: oben Olympiastadion, rechts Langemarckhalle mit Glockenturm, dazwischen Maifeld, unten Dietrich-Eckart-Freilichtbühne

Die Halle wurde anlässlich der Olympischen Sommerspiele 1936 von dem Architekten des Olympiastadions Werner March erbaut, zur Erinnerung an die Gefallenen der Schlacht bei Langemarck in Flandern, wo zu Beginn des Ersten Weltkriegs 1914 zehntausende schlecht ausgebildeter junger deutscher Reservisten in den Tod geschickt wurden. Noch während des Krieges fand eine Mystifizierung von Langemarck statt. Der den Heldentod idealisierende Mythos von Langemarck entstand nach dem Krieg. Ab 1928 nahm sich die Deutsche Studentenschaft des Mythos in besonderer Weise an, der schließlich von den Nationalsozialisten bereitwillig aufgegriffen wurde. Gemeinsam verknüpften Halle und Turm das Reichssportfeld mit Kriegerehrung und Opfertod. 
Gegen Ende des Zweiten Weltkriegs wurde die Langemarckhalle zunächst durch ein Feuer zerstört. Die Ruine wurde kurz nach Kriegsende von britischen Pionieren gesprengt. Von 1960 bis 1962 wurde sie, wie auch der Glockenturm, vom ursprünglichen Architekten March rekonstruiert. Devotionalien, die ursprünglich in der Halle ausgestellt waren – Fahnen und sogenannte „blutgetränkte Erde“ –, sind bei der Zerstörung verlorengegangen und nicht mehr erhalten. Ebenfalls nicht mehr vorhanden ist der „Führerstand“ für Hitler vor der Halle, mit Ausrichtung auf das Maifeld. Wiederhergestellt wurden dagegen die Langspitzschilde aus Blech, die alle bei Langemarck im Einsatz befindlichen deutschen Truppenteile auflisten.
Bei einer Betrachtung des Bauensembles auf dem Reichssportfeld in Ost-West-Richtung ergibt sich folgendes: der Olympische Platz als ein Auftakt, danach das Sportstadion als Austragungsort, gefolgt vom Maifeld als Aufmarsch- und Kundgebungsplatz, abschließend der „Führerturm“ mit der Langemarckhalle und ihrem NS-Opferkult.
Zur Fußball-Weltmeisterschaft 2006 wurde die Halle umfassend saniert und mit dem Deutschen Historischen Museum eine Ausstellung zur Geschichte des Olympiageländes initiiert, die am 4. Mai 2006 eröffnet wurde.

Bilder aus der Langemarckhalle
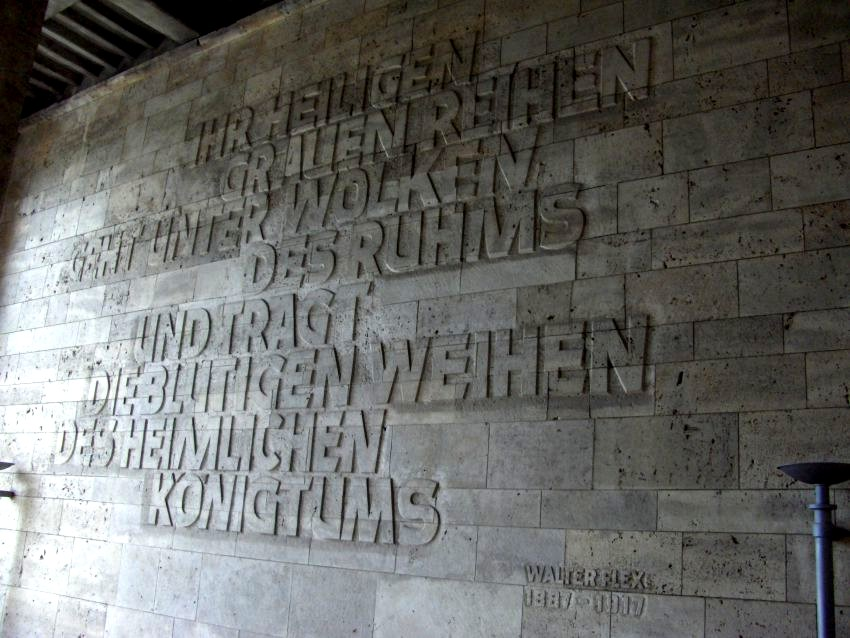
IHR HEILIGEN GRAUEN REIHEN GEHT UNTER WOLKEN DES RUHMS UND TRAGT DIE BLUTIGEN WEIHEN DES HEIMLICHEN KÖNIGTUMS Walter Flex
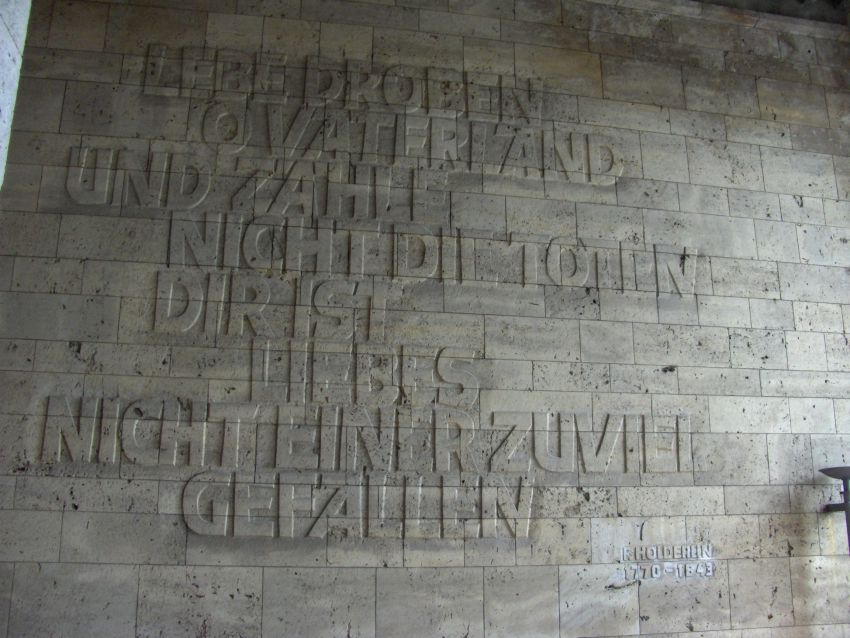
LEBE DROBEN O VATERLAND UND ZÄHLE NICHT DIE TOTEN DIR IST LIEBES NICHT EINER ZUVIEL GEFALLEN Friedrich Hölderlin
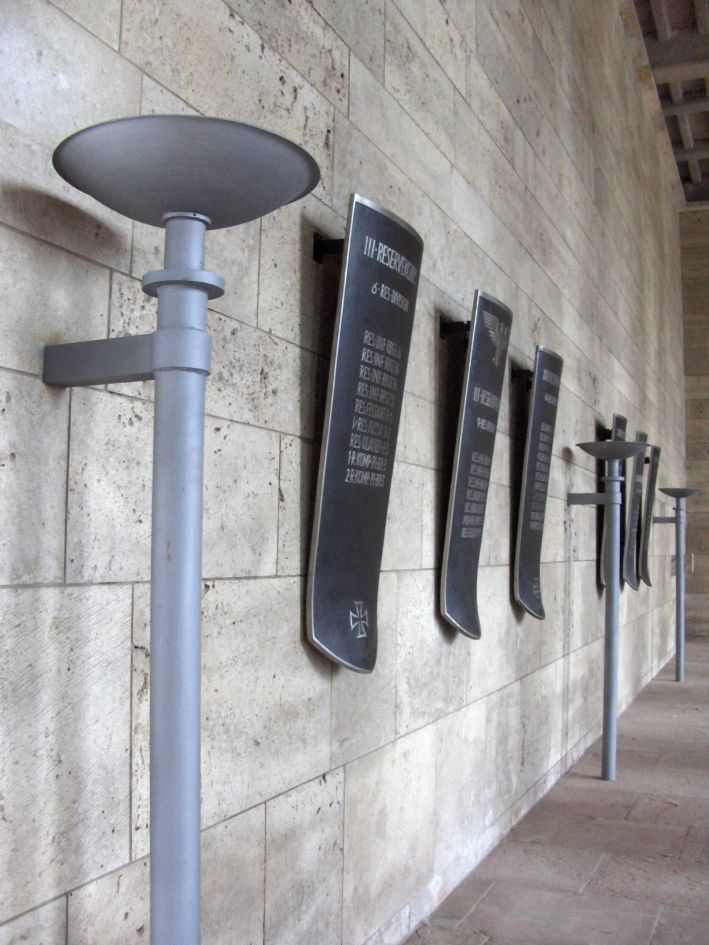
Reihe von Langspitzschilden aus Blech, die Aufzählungen der bei Langemarck kämpfenden deutschen Truppenteile tragen
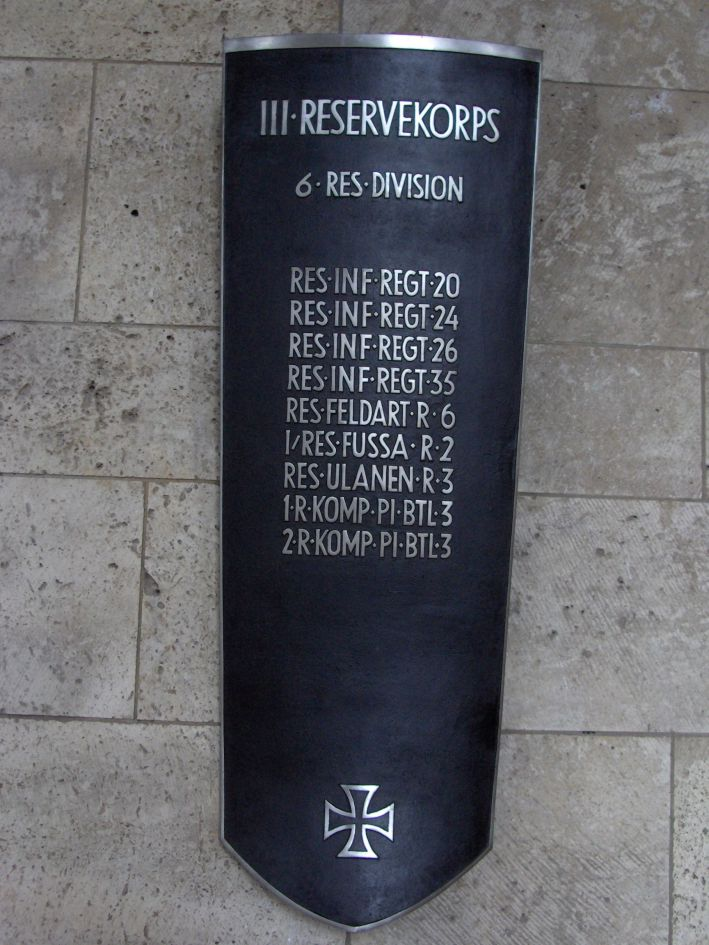
Bei Langemarck kämpfende Truppenteile der 6. Reserve-Division, aufgelistet auf einem Langspitzschild aus Blech
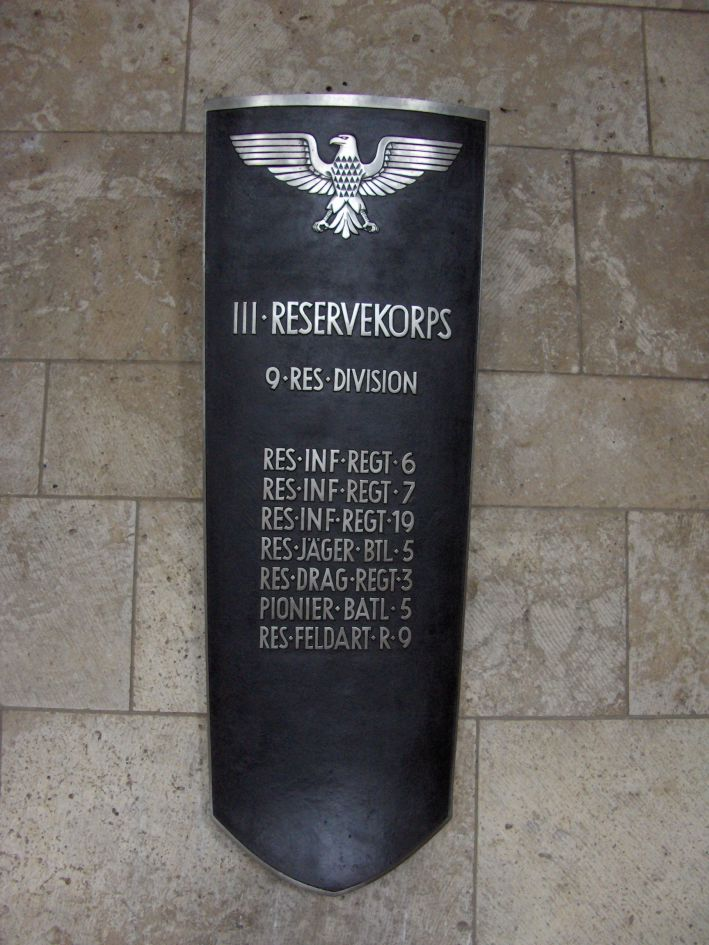
Bei Langemarck kämpfende Truppenteile der 9. Reserve-Division, aufgelistet auf einem Langspitzschild aus Blech
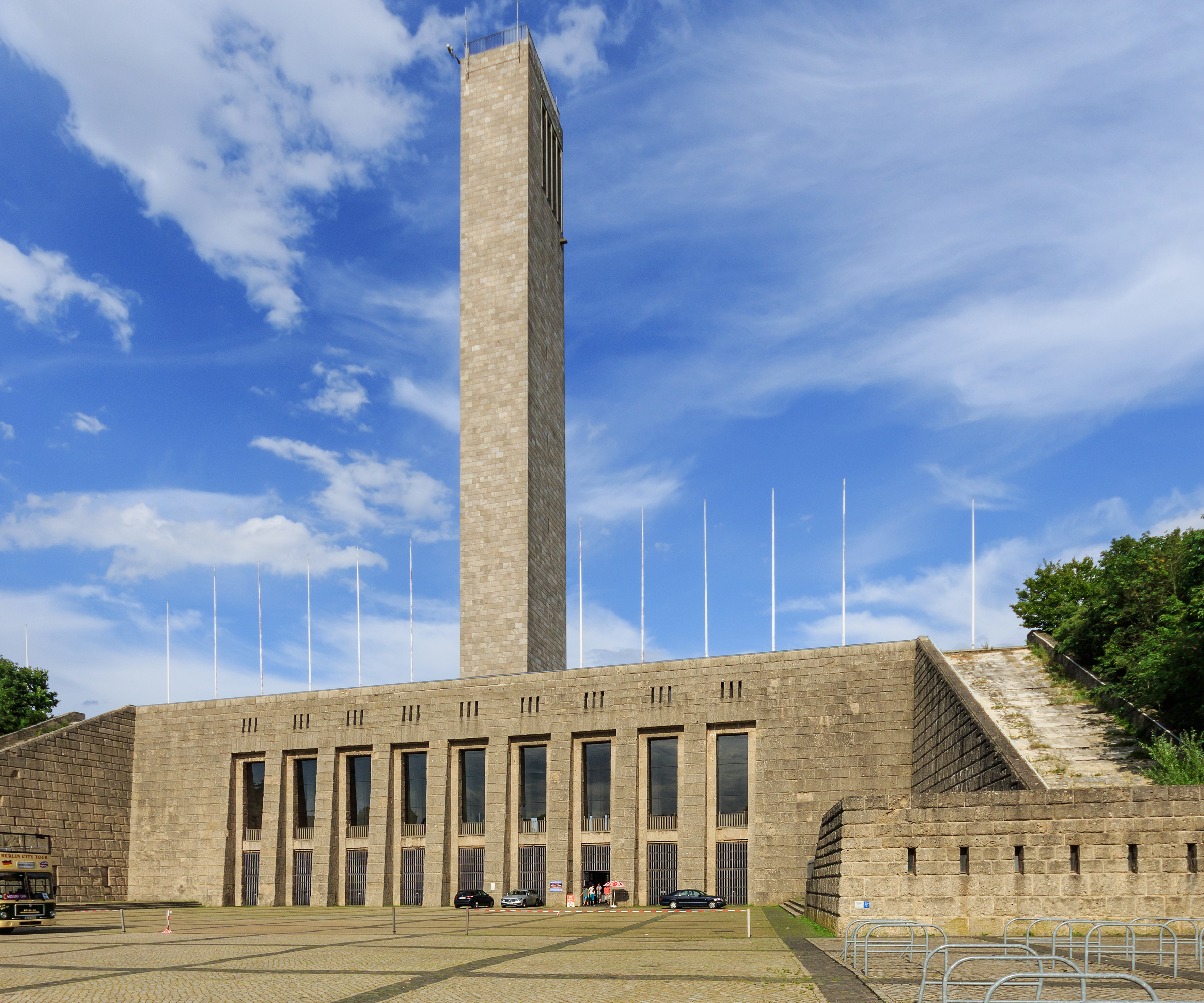
Glockenturm und Langemarckhalle von Westen
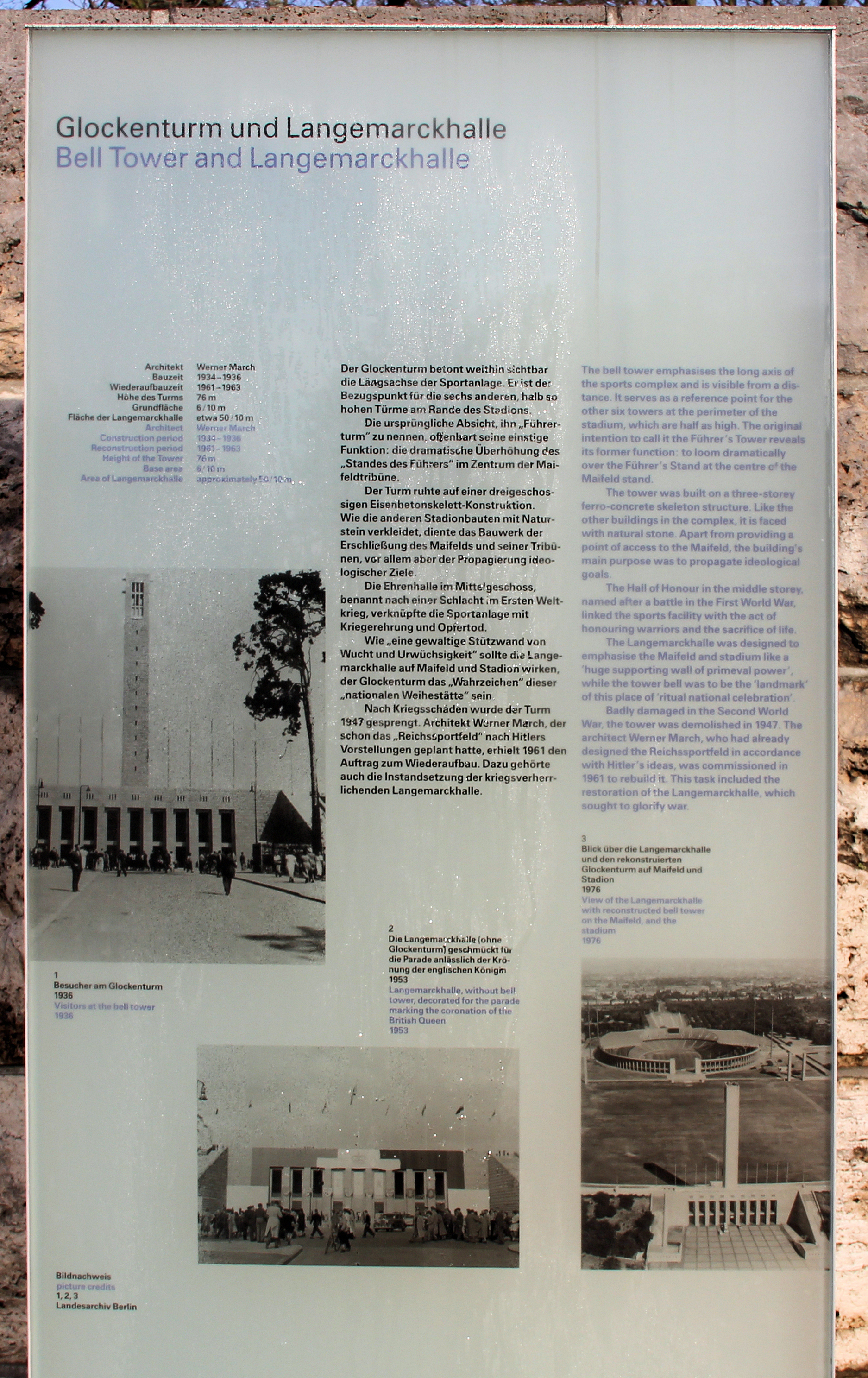
Gedenktafel zu Glockenturm und Langemarckhalle
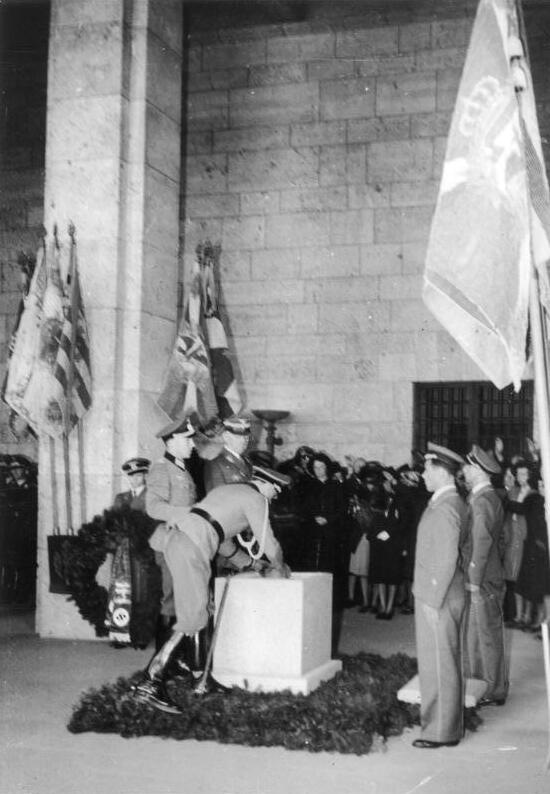
Beisetzung der Urne Hans von Tschammer und Ostens, Langemarckhalle, 2. Mai 1943

Aufsteller in der Ausstellung
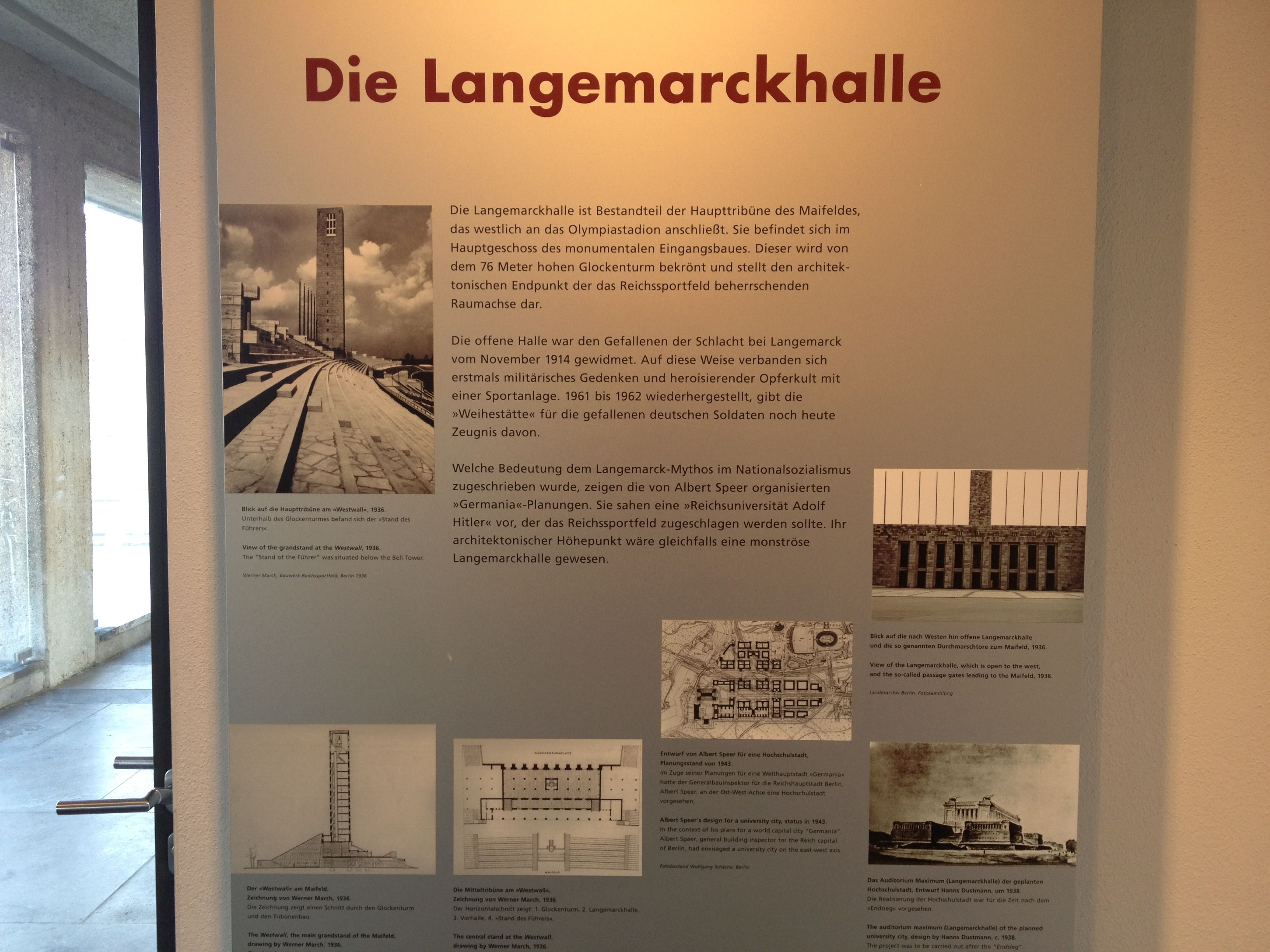
Langemarckhalle
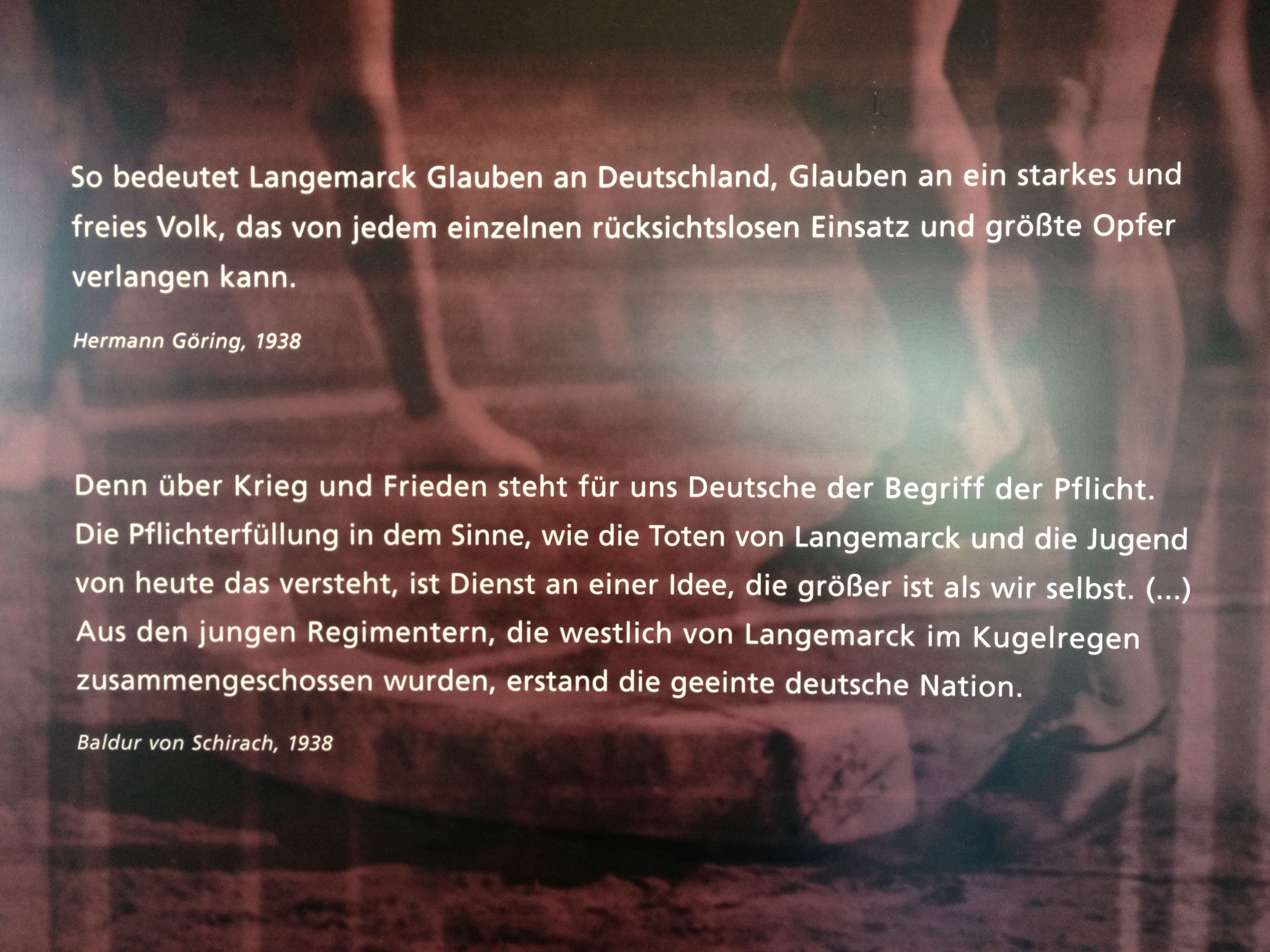
Langemarckglaube
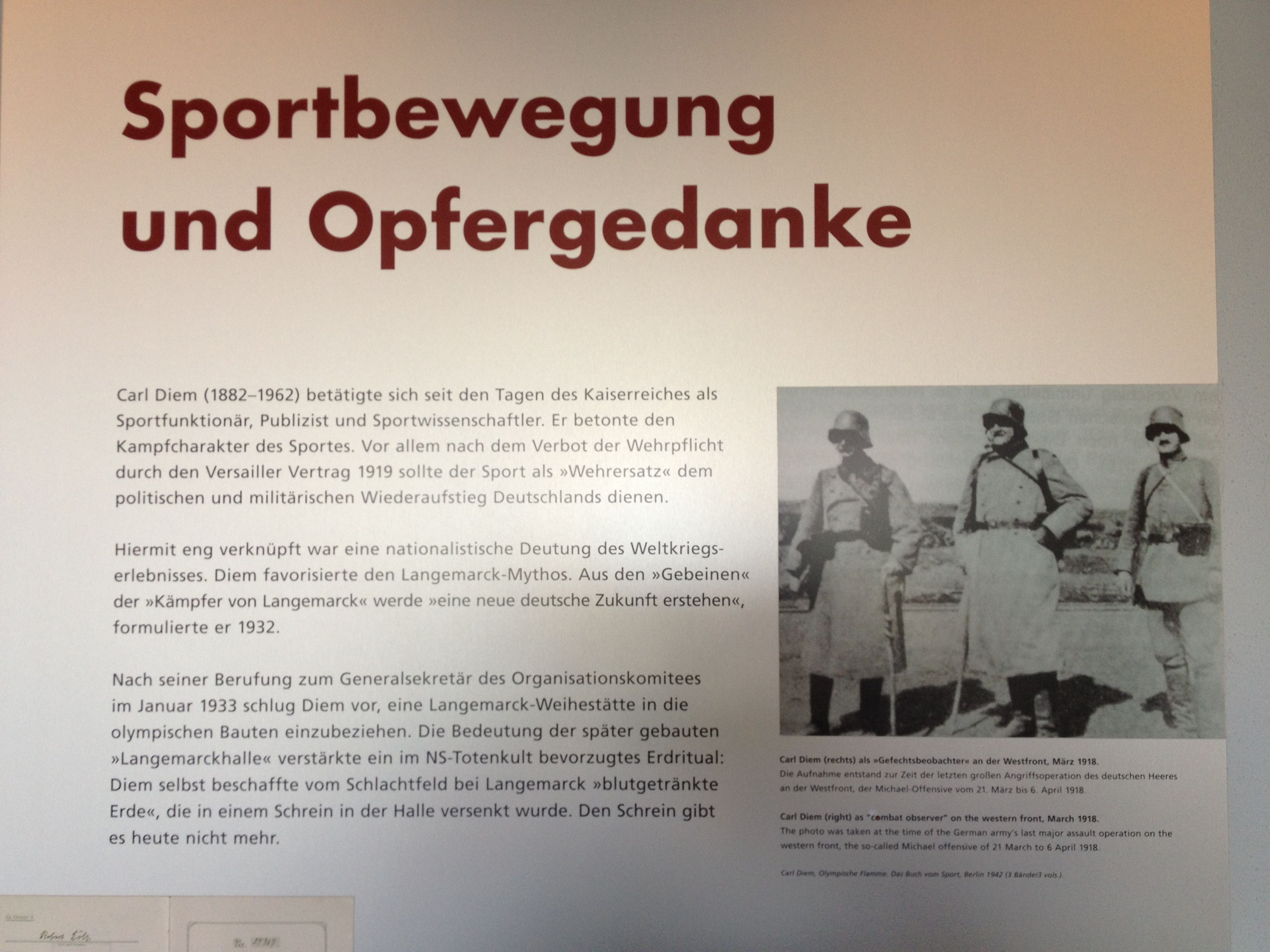
Sportbewegung
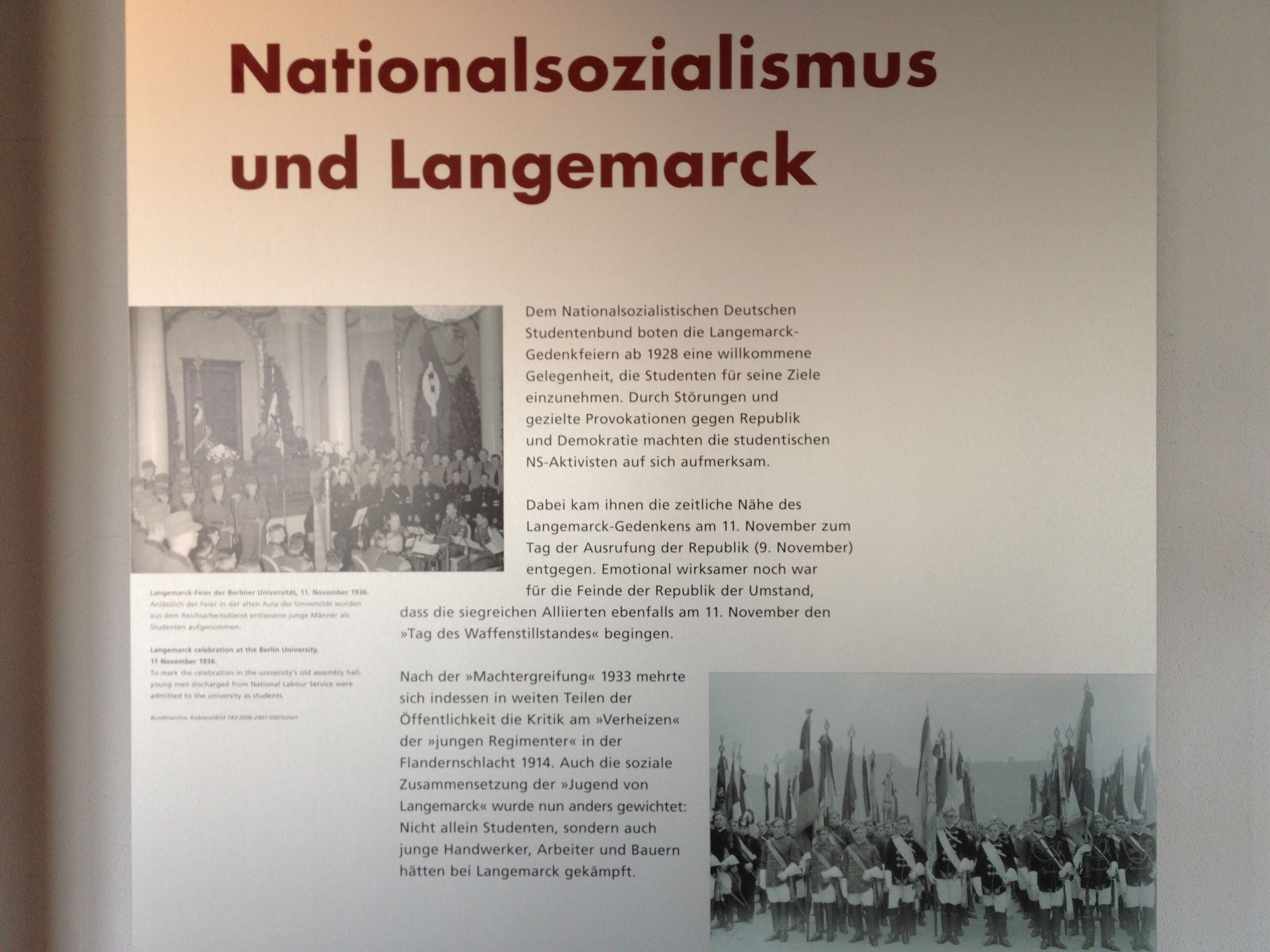
Langemarckgedenkfeiern